# 前科 ドス嵐
『前科 ドス嵐』（ぜんか どすあらし）1969年7月12日に公開された日本の映画である。監督は小澤啓一。主演は渡哲也。日活制作。前科シリーズ第2弾。

## 概要
1988年9月に日活からVHSが発売されているが、2018年現在、DVD・Blu-ray化はされていない。
CS・チャンネルNECOでは、HDリマスター化されたものが度々再放送されている。

## ストーリー
四年の刑期を得て出所した松永は所払いを喰らい、博徒の長老千石の家に身を寄せた。
この頃街は高浜組と安西組の泥沼の戦争が起こっていた。

## 出演
- 松永竜次：渡哲也
- 本田忠：宍戸錠
- 唐島圭介：佐藤允
- 千石長太：中村竹弥
- 本田マキ：麻生れい子
- 友子：伊藤るり子
- 高浜重吉：深江章喜
- 猛：今井健二
- 安西道明：青木義朗
- バタスケ：沖雅也
- 江田：江角英明
- 山上：木浦佑三
- 中島：増田順司
- 信：天坊準
- 榊組組長：加原武門
- 船員：小泉郁之助
- ：宮原徳平
- 小料理屋の客：相原巨典
- 岩淵：木島一郎
- 花江：鷹亮子
- ：森みどり
- ：牧まさみ
- ：松原梨恵子
- 桜口：岩手征四郎
- 高浜組幹部：黒田剛
- 長寿宴の司会者：久遠利三
- 安西組組員：高橋明
- ：熱海弘到
- 安西組組員：式田賢一、溝口拳
- 高浜組組員：田畑善彦
- 安西組組員：大前田武
- ：小島克己
- ：谷口芳昭
- ：青木敏夫
- 技斗：渡井嘉久雄
- 千石たみ：奈良岡朋子
- 松永安江：森光子（特別出演）

## スタッフ
- 監督：小澤啓一
- 脚本：星川清司
- 企画：園田郁毅
- 撮影：高村倉太郎
- 照明：熊谷秀夫
- 録音：福島信雅
- 美術：木村威夫
- 編集：井上親彌
- 助監督：田中登
- 色彩計測：舟生幸
- 製作担当：紫垣達郎
- 現像：東洋現像所
- 音楽：鏑木創

## 併映作品
- 『昇り竜 やわ肌開帳』: 葛生雅美監督